# Jimena Fernández de la Vega
Jimena Fernández de la Vega y Lombán (Vegadeo, 1895-Santiago de Compostela, 1984) fue una médica, genetista y profesora española, que desarrolló su actividad profesional en Madrid y Galicia. 

## Trayectoria

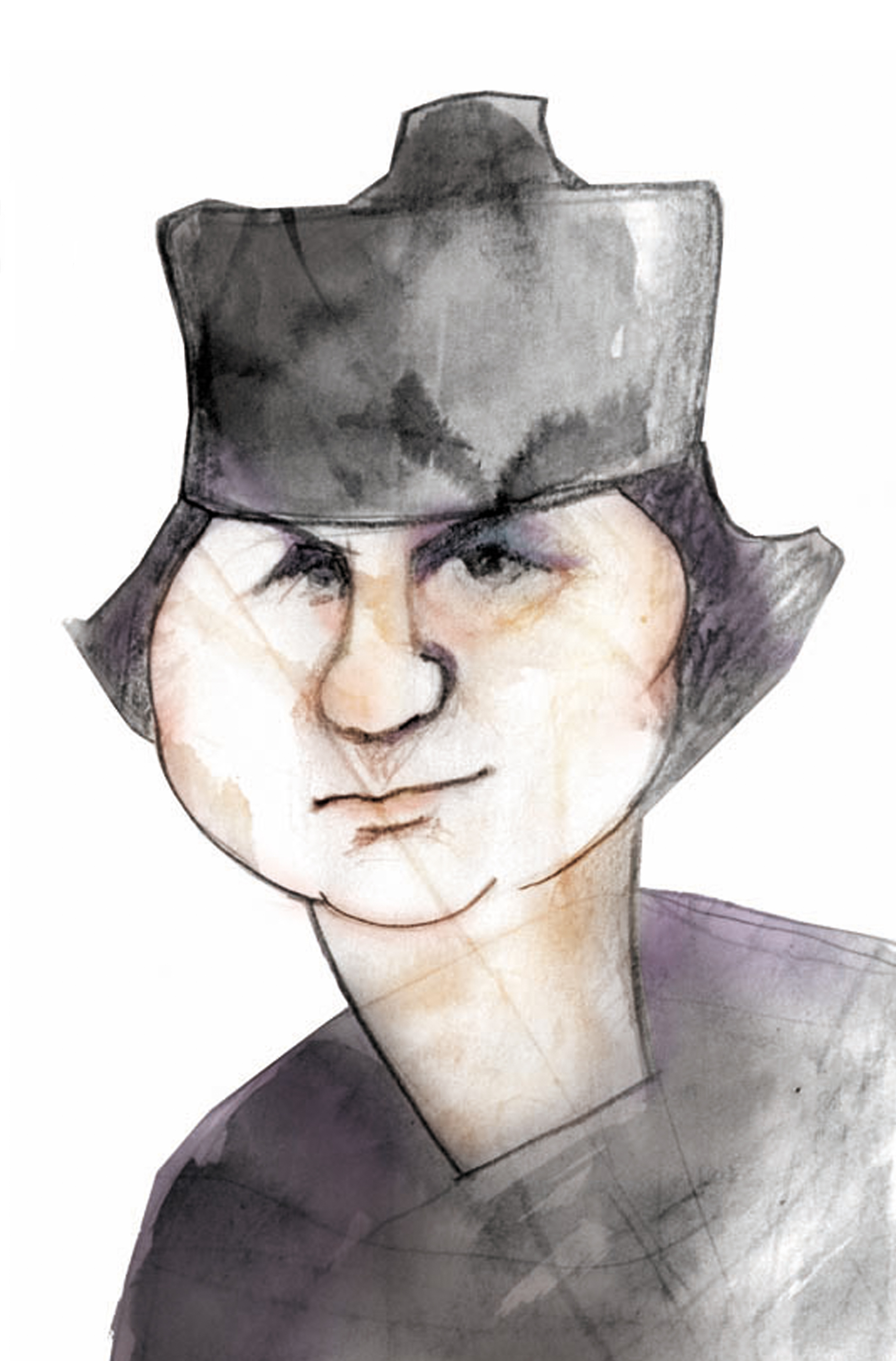
Retrato de Jimena Fernández de la Vega

Aunque su padre, Wenceslao Fernández de la Vega Pasarín, nacido en el municipio lucense de Castroverde, también era médico y fue el primer director del balneario de Guitiriz, en Lugo, el ánimo para emprender una carrera universitaria y un trabajo lo sacaron ella y su hermana gemela de su madre, Dolores Lombán, una mujer fuerte y valiente, según sus nietos, excepto en días de tormenta.
Su nombre completo era Jimena María Francisca Emilia Fernández de la Vega y Lombán. Junto a su hermana gemela Elisa fueron las primeras mujeres en estudiar en una universidad gallega. Fueron admitidas en la Facultad de Medicina de la Universidad de Santiago de Compostela. Juntas terminaron la carrera, y ambas obtuvieron la Gran Cruz de Alfonso XII, debido a sus excelentes expedientes universitarios, que concluyeron en el año 1919. Se presentaron ambas al concurso de Premio Extraordinario, pero como quiera que sólo había uno, éste recayó en Jimena. Luego, en 1925, Jimena se perfeccionó en Italia, Suiza, Alemania, Austria, con profesores como F. Kraus, T. Brugsh, E. Baur y E. Fischer (Berlín), H. Poll (Hamburgo), J. Baur (Viena) y N. Pende (Génova).
Genetista, fue discípula de Roberto Nóvoa Santos, Gregorio Marañón y de Gustavo Pittaluga. Fue profesora de la Cátedra de Patología General de la Universidad Central de Madrid (la predecesora de la actual Universidad Complutense de Madrid).
En 1933 fue creada la “Sección de Genética y Constitución”, dependiente de la Cátedra de Patología de Nóvoa Santos en la Facultad de Medicina de Madrid, de la que Jimena Fernández de la Vega fue nombrada directora (director-jefe). Ese mismo año, Fernández de la Vega participó en las "Primeras Jornadas Eugénicas Españolas", celebradas en Madrid, impartiendo un cursillo titulado La herencia biológica en el hombre.
El 11 de febrero de 2021 fue nombrada científica del año 2021 por la Real Academia Galega de Ciencias.
Su sobrina, María Teresa Fernández de la Vega, fue magistrada y vicepresidenta primera del gobierno de José Luis Rodríguez Zapatero.

## Algunas publicaciones
- “La herencia fisiopatológica en la especie humana”. 1935

- "Vererbungsfragen der Blutkörperchen" (“Preguntas sobre la herencia de los eritrocitos”). 1934

- Herencia de los caracteres psicológicos. Archivos de Neurobiología. 1933; 13:405-417

- La herencia biológica en el hombre. I. Herencia de los caracteres psicológicos. II. Selección y contraselección. En: Noguera, E. y Huerta, L. (eds). Genética, Eugenesia y Pedagogía Sexual. Libro de las Primeras Jornadas Eugénicas Españolas. Madrid: Morata; 1934, pp. 159-181

- Constitución. En: Nóvoa Santos, R. Manual de Patología General. Santiago, 1934. Tomo primero, pp. 375-404

- Coeficientes de correlación entre algunas medidas del hábitus. Anales de Medicina Interna. 1934; 3:341-349

- Consideraciones sobre las hemodistrofias a propósito de un caso clínico. Anales del servicio de Patología Médica del Hospital General de Madrid, 1928-29: 224-231

- Consideraciones etiológicas y patogénicas sobre un caso de hemofilia. Archivos de Cardiología y Hematología 1929 ( 10) :228-231

- “Experimentos de Genética en Drosophila, efectuados en el Instituto Anatómico de Hamburgo”. Boletín de la RSEHN, 1928

- Sobre los procesos de difusión e intercambio entre la sangre y los tejidos. Método de la fluoriscina. Wiener Klinische Wochenschrift. 1927; 25

- “Drosophila y Mendelismus”. Hamburgo, 1927

- “Estado actual de la Biología y Patología Gemelar en su relación con los problemas hereditarios”. Hamburgo, 1926

## Honores
- Abril de 1996, la Junta de Galicia y la Universidad de Santiago de Compostela dedicó a ambas, Elisa y Jimena, el Premio «Vítor».
- 2005: la Asociación Filatélica Vegadense «Río Suarón» dedicó su 9º Matasellos Especial a conmemorar el 110.º aniversario del nacimiento de Jimena y Elisa Fernández de la Vega y Lombán.
- 2021: la Real Academia Galega de Ciencias la nombra “Científica do ano 2021”, en reconocimiento a su carácter luchador y sus contribuciones a la genética.[6]
- Marzo 2021, el Ayuntamiento de Vegadeo inaugura una escultura en homenaje a las hermanas Elisa y Jimena Fernández de la Vega, que puede verse en el parque del Medal.

## Epónimos
- En Vegadeo: una calle recuerda el nombre de las dos primeras médicos asturianas
- Compostela: una residencia universitaria de Compostela[7]
- En Gijón: una calle en el Parque Tecnológico